# Исаева, Марьям Султановна
Марьям Султановна Исаева (чечен. Султан йоӀ Марьям; 20 декабря 1898, Одесса, Херсонская губерния — 17 октября 1977, Грозный, Чечено-Ингушская АССР) — поэтесса, писательница, стоявшая у истоков профессиональной чеченской литературы. Автор ряда школьных учебников и хрестоматий, помимо этого адаптировала русскую литературу на чеченский язык, член Союз писателей Чечни и Союза писателей СССР. 

## Биография
Отец Султан — чеченец из тайпа Зумсой, уроженец села Алхан-Юрт. Будучи студентом одесского университета, женился на француженке — мать М. Исаевой.
Султан вернулся в Чечню получив звание народного учителя и посвятил свою жизнь просветительской работе: открыл в селе Надтеречное (Нижний Наур) первую школу для обучения чеченских детей и являлся её директором. Писатель Шамсудин Айсханов являлся учеником Султана, а также Марьям Исаевой, её учеником помимо являлся знаменитый писатель, доктор политических наук Абдурахман Авторханов.
С 1920 года М. Исаева — заведующая дошкольным Чеченским отделом народного образования, в ту пору появляются её первые художественные произведения — это песни, стихи и сказки для детей.
В 1924 году М. Исаева работала в г. Ростове-на-Дону в краевом женотделе. Одновременно училась в филологическом университете. Но вскоре её отозвали для работы в Грозный. Затем М. Исаеву назначают руководителем отдела народного образования Чеченской Автономной Республики.
Организовала избы-читальни для женщин по ликвидации безграмотности, поскольку в то время женскому населению было труднее получать образование. Оказались популярны среди местных и стали появляться практически во всех сёлах и пунктах, нередко и сама Марьям Исаева преподавала в них.
Являлась членом Союза писателей Чечни с 1932 года. С 1934 года член Союза писателей СССР. В 1937—1943 год директор Чечено-Ингушского краеведческого музея. Творческая деятельность Исаевой была прервана депортацией 1944 года. Однако в Казахстане также не переставала писать — романы, в которых говорилось о выселенных людях, тружениках и деятелях науки.

## Творчество
М. Исаева перевела на чеченский язык произведения русской классической и советской литературы. Её перу принадлежат переводы А. Пушкина, М. Лермонтова, И. Крылова, С. Маршака, Н. Некрасова, Т. Шевченко, А. Чехова, Л. Толстого и др. Она является автором ряда школьных учебников и хрестоматий для чеченских школ, и нескольких поэтических сборников, в последние годы работала над романом. В 1964 году была опубликована первая книга романа «Корень счастья», а в 1970-м вторая — «Созидатели». Её произведения были высоко оценены критиками, читателями и занимали достойное место в литературе.

В 30-х годах написала поэмы «Гамар», «Песнь революционеров» и стих о Зелимхане Харачоевском:
...Зелимхан Харачойский!
Привет тебе, славный джигит!
 Пусть народная память
Вовеки твой сон сторожит!
О свободе народной
Звенел твой бесстрашный кинжал,
Бедноту, Зелимхан,
Ты своею семьей называл
В её творчестве описание природы часто переплетается с образами героев. Отрывок из поэмы «Лейла»:
...Как лань молодая, в зелёном лесу пробираясь,

Шла девушка тихо, вперед ясный взор устремив,
И ветви сирени, лица её нежно касаясь,
Ласкали ей щеки, душистые гроздья склонив…
Поэма Исаевой «Гамар», которая повествует о трагической судьбе двух влюбленных, послужила основой «Симфонической поэмы» композитора Умара Бексултанова.

## Комментарии
Писатель и критик Халим Бурчаев высказался о М. Исаевой: «Марьям истинно болела за свою Родину, за свой народ. Её волновало все, что касалось судеб простых, безвинно страдающих бедных людей».
Канта Ибрагимов — профессор и председатель Союза писателей ЧР отметил, что таких писателей, как Марьям Исаева нельзя забывать, так как её творчество — основа всей чеченской литературы.

«Если мы забудем творчество таких великих писателей, пострадает вся чеченская литература. Марьям — одна из первых женщин-писательниц, стоявших у истоков профессиональной чеченской литературы. На произведениях Марьям Исаевой учились писать многие авторы, в том числе и я. Несомненно, чеченскому народу есть кем гордиться».